# Jan Zabłocki (oficer)
Jan Zabłocki (ur. ok. 1757, zm. ?) – major 12. Regimentu Pieszego Koronnego od 1790 roku, uczestnik wojny polsko-rosyjskiej 1792 roku, odznaczony Orderem Virtuti Militari. 